# Кампо ел Дијесисијете (Наволато)
Кампо ел Дијесисијете (шп. Campo el Diecisiete) насеље је у Мексику у савезној држави Синалоа у општини Наволато. Насеље се налази на надморској висини од 20 м.

## Становништво
Према подацима из 2010. године у насељу су живела 3 становника.

### Хронологија
| Година       | 2000             | 2005            | 2010 |
| ------------ | ---------------- | --------------- | ---- |
| Становништво | 1147 (632 / 515) | 234 (128 / 106) | 3    |

### Попис
| # | Индикатор                     | Вредност |
| - | ----------------------------- | -------- |
| 1 | Укупно домаћинстава           | 112      |
| 2 | Укупно насељених домаћинстава | 1        |
| 3 | Величина локације             | 1        |